# University of the Arctic
University of the Arctic (UArctic) er et netværk af universiteter og institutter i den arktiske region, der arbejder for fremme af uddannelse og forskning inden for Arktis. Netværket blev grundlagt af Arktisk Råd på 10 årsdagen for Rovaniemi-processen og vedtagelsen af Arctic Environmental Protection Strategy (Den arktiske miljøbeskyttelsesplan) den 12. juni 2001.

## Medlemsorganisationer
University of the Arctic har (pr. 2009) 110 medlemsorganisationer, hvoraf 85 er uddannelsesinstitutioner i landene i Arktis: Canada (21), Danmark (3), Finland (11), Island (2), Norge (10), Rusland (15), Sverige (4) og USA (5). Hertil kommer, University of the Highlands and Islands i Skotland, som et ekstra medlem.

### Canada
| Athabasca University                          | Aurora College                      |
| Grande Prairie Regionale College              | Lakehead University                 |
| Memorial University of Newfoundland           | McGill University                   |
| Northlands College                            | Nordvest Community College          |
| Nunavut Arctic College                        | Saint Mary ' s University i Halifax |
| Royal Military College of Canada              | University College of the North     |
| Universitetet i det Nordlige British Columbia | University Of Laval                 |
| University of Alberta                         | University of Manitoba              |
| University of Regina                          | University of Saskatchewan          |
| University of Winnipeg                        | Vancouver Island University         |
| Yukon College                                 |                                     |

### Danmark
| Roskilde Universitet  | Grønlands Universitet |
| Færøernes Universitet |                       |

### Finland
| Aalto University                              | University Of Applied Sciences Kemi-Tornio   |
| University of applied Sciences, Oulu-Regionen | University Of Applied Sciences, Rovaniemi    |
| Samisk Uddannelse Institute                   | University Of Helsinki                       |
| University Of Lapland                         | University Of Oulu                           |
| University Of Turku                           | Tjeneste Over-University Of Applied Sciences |
| Humanistisk University Of Applied Sciences    |                                              |

### Island
| Af Islands Universitet | University Of Akureyri |

### Norge
| Universitetet i Nordland              | Høgskolen i Finnmark              |
| University Of Harstad                 | Høgskolen i Narvik                |
| Den Nordlige Feministiske Universitet | Nordlige State Medical University |
| University Of Samer                   | Høgskolen i Tromsø                |
| Universitetssenteret på Svalbard      | Universitetet i Tromsø            |

### Rusland
| Arkhangelsk Statslige Tekniske Universitet                                             | Buryat State University                    |
| Kamchatka State University i Uddannelse Arkiveret 20. februar 2012 hos Wayback Machine | Humaniora Institut Murmansk                |
| Statens Pædagogiske Institut Murmansk                                                  | Statslige Tekniske Universitet I Murmansk  |
| Staten Pomor Universitetet M. V. Lomonosov                                             | Professionelle Specialiserede Skole Nr 26  |
| Sakha State University                                                                 | Surgut State University                    |
| Syktyvkar State University Arkiveret 3. juli 2016 hos Wayback Machine                  | Tekniske Institut Yakutsk State University |
| Statslige Tekniske Universitet, Uhta                                                   | Yakutsk Landbrugs Akademi                  |
| Uralsk Føderale Universitet                                                            |                                            |

### Sverige
| Luleå tekniska universitet                                       | Mittuniversitetet |
| Skeria Utveckling Arkiveret 27. februar 2009 hos Wayback Machine | Umeå Universitet  |

### USA
| Dartmouth College | Hunter College                 | University of Alaska Anchorage |
| Ilisagvik College | University of Alaska Fairbanks |                                |

## Organisation
UArctic er styret af et repræsentationssystem, hvor de enkelte medlemmer deltager. System er udviklet over tiden. Som det sidste blev netværkets rektorforum grundlagt.
En del af dette repræsentationssystem et UArctic Rådet, der består af repræsentanter for alle medlemsorganisationer. Rådet fastsætter reglerne for UActics' direktion. Mellem møderne i Rådet varetager eksekutivkommitéen Toyon, de aktuelle opgaver. Rådet vælger også Board of Governors, der svarer til en bestyrelse. Øverst ansvarlig er organisationens præsident. Nuværende præsident er nordmanden Lars Kullerud (UNEP-GRID Norge). Sekretariatet er ansvarlig for organisationens hjemmeside, nyhedsbrev og andre medier om UArktis.
Sekratariatets hovedkontor er beliggende i Rovaniemi (University of Lapland) i Finland.

## Programmer
- Bachelor of Circumpolar Studies, med mulighed for studier om landene, befolkningen og kulturen i Arktis, udvikling af turisme i nord, de oprindelige folk i Arktis og klima-beskyttelse.
- UArctic Atlas, et Online Atlas i tæt samarbejde med UNEP/GRID-Arendal, en del af netværket FNs Miljøprogram og Miljøorganisation  (UNEP). Projektleder af UArctic Atlas er Scott Forrest (2013). I UNEP/GRID-Arendal offentliggøres forskningsresultater.